# تفجيرات التلة الفرنسية 2002
تفجيرات التلة الفرنسية 2002 هي عملية انتحارية وقعت في التل الفرنسي شمال شرق القدس في 19 يونيو 2002، في محطة حافلات مزدحمة. تم اختيار موقع الهجوم لإحداث أكبر عدد من الخسائر. قتل سبعة أشخاص في الهجوم، وأصيب 35 آخرون.
أعلنت كتائب شهداء الأقصى الفلسطينية مسؤوليتها عن الهجوم.
وقعت العملية بعد يوم واحد فقط من العملية الانتقامية التي نفذها فدائي فلسطيني، وقُتل على أثرها 19 شخصًا في حافلة مكتظة جنوب القدس. وفقًا لصحيفة ديلي تلجراف، فقد تم توقيت كل من الهجومين لتعطيل الإعلان المتوقع من قبل الرئيس الأمريكي جورج دبليو بوش بشأن قيام دولة فلسطين المستقبلية، وقد قام بوش في الواقع بتأجيل خطابه.

## العملية
يوم الأربعاء، بعد وقت قصير من الساعة 7:05 مساءً، خرج فدائي فلسطيني من سيارة أودي حمراء  بجوار محطة للحافلات في حي التلة الفرنسية في القدس.
لأن محطة الحافلات كانت مُستهدفة من قبل المنفذين في الماضي، كانت محطة الحافلات تحت حراسة مشددة. قام اثنان من شرطة احتلال، الذين كانوا يؤمنون الموقع، بمطاردة المشتبه به لمحاولة إيقافه، لكن المهاجم الفدائي تمكن من الاقتحام  مباشرة إلى وسط حشد من الناس في انتظار الحافلة؛ في واحدة من أكثر محطات الحافلات ازدحاما في الكيان الصهيوني. فجر الفدائي العبوة الناسفة التي كان يحملها في الحقيبة،  مما أسفر عن مقتل سبعة مستوطنين، وأصيب حوالي 50 شخصًا آخرين بجروح من قوة الإنفجار والشظايا التي كانت معبأة حول العبوة الناسفة، أصيب ثمانية من المصابين بجروح خطيرة.
دمرت قوة الانفجار محطة الحافلات بالكامل، التي كانت مصنوعة من الخرسانة، وتناثرت العديد من أجزاء الجسم في منطقة واسعة في جميع أنحاء الشارع بالقرب من محطة الحافلات. وفي وقت لاحق، قامت جرافة بتفكيك ما تبقى من محطة الحافلات الخرسانية. أصيب اثنان من شرطة الحدود الاحتلالية في مكان الحادث في الهجوم، وأحدهما كانت حالته خطيرة.

## المسؤول
بعد الهجوم بفترة وجيزة، أعلنت جماعة كتائب شهداء الأقصى الفلسطينية الجناح العسكري لحركة فتح (بقيادة ياسر عرفات في ذلك الوقت)، مسؤوليتها عن العملية البطولية الإستشهادية من خلال بث على شاشة التلفزيون اللبناني.

## بعد الحادث
وفقًا لصحيفة ديلي تلجراف، فقد تم توقيت كل من الهجمات التي نفذت في القدس يومي 18 و 19 يونيو 2002 لتعطيل الإعلان المتوقع من قبل الرئيس الأمريكي جورج دبليو بوش بشأن قيام دولة فلسطين في المستقبل، شريطة أن تكون السلطة الفلسطينية قد خضعت لسلسلة من القيود الصارمة. صرح المتحدث باسم البيت الأبيض آري فلايشر أن بوش سيؤخر الخطة على هذا النحو، لأن «من الواضح أن ما بعد ذلك مباشرة ليس هو الوقت المناسب».

### الرد الإسرائيلي
بعد ثلاث ساعات من العملية، أطلقت مروحيات سلاح الجو الإسرائيلي صواريخ على ورش معدنية في قطاع غزة كانت تستخدم في صنع الأسلحة. بحسب رويترز، تم إطلاق خمسة صواريخ على الأقل في مدينة غزة وخان يونس.

## ردود الفعل الرسمية
الأطراف المعنية
 فلسطين
- السلطة الوطنية الفلسطينية أدانت الهجوم. وقال بيان رسمي صدر، إن السلطة الفلسطينية «تكرر إدانتها ونقضها» لكل «العمليات ضد المدنيين الإسرائيليين».[14]
- أصدر الزعيم الفلسطيني ياسر عرفات بيانًا بعد العملية، الذي كتبه باللغة العربية، والذي دعا فيه الفلسطينيين إلى وقف الهجمات ضد الإسرائيليين بالكامل، مشيرًا إلى أن «استهداف المدنيين، سواء كانوا إسرائيليين أو فلسطينيين، يعد عملاً مؤسفًا» أن هذه الهجمات ليست «مقاومة مشروعة» للاحتلال الإسرائيلي وأن إسرائيل تستخدمها كذريعة لغزو الأراضي الفلسطينية.[15]

 إسرائيل
- وأشار المتحدث باسم الحكومة الإسرائيلية أري ميكيل إلى الهجوم، مشيرًا إلى أنه «مذبحة أخرى، وهجوم وحشي آخر على أناس أبرياء كانوا يقفون في انتظار حافلة».[16]

## روابط خارجية
- التفجيرات تثير اضطرابات في الشرق الأوسط - نشرت على بي بي سي نيوز في 20 يونيو 2002
- قنبلة تقتل 8 في القدس. الهجوم هو 2 في 2 أيام. القوات تتحرك في الضفة الغربية نسخة محفوظة 7 نوفمبر 2012 على موقع واي باك مشين. - نشرت في شيكاغو تريبيون في 20 يونيو 2002